# Atami

Atami (熱海市 Atami-shi?) este un municipiu din Japonia, prefectura Shizuoka.

## Legături externe
Materiale media legate de municipiul Atami la Wikimedia Commons